# Sasbachwalden
Sasbachwalden település Németországban, azon belül Baden-Württembergben. Lakosainak száma 2547 fő (2023. december 31.). Sasbachwalden Lauf és Sasbach községekkel határos.

## Népesség
A település népessége az elmúlt években az alábbi módon változott:
| Lakosok száma | 1586 | 1807 | 1959 | 2021 | 2152 | 2361 | 2427 | 2568 | 2413 | 2547 |
|               | 1961 | 1967 | 1974 | 1980 | 1987 | 1993 | 2000 | 2006 | 2013 | 2023 |